# Tipula (Triplicitipula) lygropis
Tipula (Triplicitipula) lygropis is een tweevleugelige uit de familie langpootmuggen (Tipulidae). De soort komt voor in het Nearctisch gebied.